# Suisio
Suisio is een gemeente in de Italiaanse provincie Bergamo (regio Lombardije) en telt 3614 inwoners (31-12-2004). De oppervlakte bedraagt 4,6 km², de bevolkingsdichtheid is 827 inwoners per km².

## Demografie
Suisio telt ongeveer 1323 huishoudens. Het aantal inwoners steeg in de periode 1991-2001 met 8,1% volgens cijfers uit de tienjaarlijkse volkstellingen van ISTAT.
| Jaar | Inwoneraantal |
| ---- | ------------- |
| 1991 | 3060          |
| 2001 | 3308          |
| 2004 | 3614          |

## Geografie
De gemeente ligt op ongeveer 234 m boven zeeniveau.
Suisio grenst aan de volgende gemeenten: Bottanuco, Chignolo d'Isola, Cornate d'Adda (MI), Medolago.